# Amand von Ruville
Amand Ernest Eugen von Ruville (* 28. Oktober 1816 in Stendal; † 28. Dezember 1884 in Berlin) war ein preußischer Generalmajor.

## Leben

### Herkunft
Er war der Sohn des Oberstleutnants a. D. Alexander von Ruville (1780–1841) und dessen Ehefrau Philippine, geborene von Hirschfeld (1788–1861). Sie war eine Tochter des preußischen Generals der Infanterie Karl Friedrich von Hirschfeld.

### Militärkarriere
Ruville besuchte die Kadettenhäuser in Potsdam und Berlin. Am 5. August 1833 wurde er als Portepeefähnrich dem 1. Garde-Regiment zu Fuß der Preußischen Armee überwiesen. Dort avancierte er im August 1834 zum Sekondeleutnant. 1848 nahm er an der Niederschlagung der Straßenkämpfe in Berlin teil und stieg im Mai desselben Jahres zum Premierleutnant auf. Vier Jahre später wurde Ruville Hauptmann und im Mai 1854 zum Kompaniechef ernannt. Mit seiner Beförderung zum Major kam er am 6. November 1858 als Kommandeur des I. Bataillons im 25. Landwehr-Regiment nach Aachen. Am 8. Mai 1860 kommandierte man Ruville zur Bataillonsführung im 25. kombinierten Infanterie-Regiment, aus dem sich kurz darauf das 5. Rheinische Infanterie-Regiment Nr. 65 formierte. Er fungierte hier bis 1. April 1861 als Kommandeur des I. Bataillons in Köln und wurde anschließend unter Stellung à la suite des 1. Garde-Regiments zu Fuß zum Kommandeur des großherzoglich mecklenburgisch-strelitzschen Kontingents ernannt. In dieser Stellung avancierte Ruville am 17. März 1863 zum Oberstleutnant und erhielt am 24. Oktober 1865 das Komturkreuz des Hausordens der Wendischen Krone.
Am 18. Januar 1866 wurde er nach Ratibor versetzt, zunächst mit der Führung des 1. Oberschlesischen Infanterie-Regiments Nr. 22 beauftragt und am 3. April 1866 zum Regimentskommandeur ernannt. Sein Regiment führte er im gleichen Jahr während des Krieges gegen Österreich in der Schlacht bei Königgrätz und wurde für sein Verhalten mit dem Roten Adlerorden III. Klasse mit Schwertern ausgezeichnet. Am 12. August 1869 nahm er mit der gesetzlichen Pension als Generalmajor seinen Abschied.
Mit Beginn des Krieges gegen Frankreich wurde Ruville am 18. Juli 1870 unter Stellung zur Disposition zum Kommandeur der 5. Landwehr-Brigade ernannt. Nach der gewonnenen Schlacht bei Amiens wurde er am 8. Dezember 1870 für die Dauer des mobilen Verhältnisses zum Kommandanten von Amiens ernannt und mit dem Eisernen Kreuz II. Klasse ausgezeichnet. Nach dem Friedensschluss war Ruville noch vom 23. Mai bis zum 14. August 1871 mit der Vertretung des Kommandanten von Nancy beauftragt. Anschließend hob man seine Mobilmachungsbestimmung auf und führte ihn in das inaktive Verhältnis zurück. Am 9. Dezember 1871 erhielt er das Mecklenburgische Militärverdienstkreuz I. Klasse.
Ruville war Rechtsritter des Johanniterordens. Nach seinem Tod wurde er am 2. Januar 1885 auf dem Invalidenfriedhof in Berlin beigesetzt.

### Familie
Ruville hatte sich am 26. Juli 1852 auf Schloss Lübbenau mit Mathilde Luise Gräfin zu Lynar (1830–1859) verheiratet. Aus der Ehe gingen mehrere Kinder hervor, darunter:
- Louis Amand Ernest (1853–1928), preußischer Generalmajor
- Albert (1855–1934), deutscher Historiker

Nach ihrem frühen Tod ehelichte er am 17. November 1866 in Berlin Agnes Sophie von Bülow (1841–1884).